# Mihran Kirakosian
Mihran Kirakosian é um dançarino e cantor de pop, R&B e rap armeniano. Nasceu a 27 de Janeiro de 1983, em Everan, capital da Arménia.

## Festival Eurovisão da Canção
Mihran foi escolhido internamente, a 3 de Dezembro de 2009 pela televisão Armeniana, para representar o país no Festival Eurovisão da Canção 2010. Juntamente com Mihran, Emmy também representará o país, formando assim um dueto.